# Незнакомцы (фильм, 1969)
«Незнакомцы» (фр. Les Étrangers) — художественный фильм совместного производства Франции, Италии, Германии и Испании, снятый французским режиссёром Жан-Пьером Десаньей (фр. Jean-Pierre Desagnat) в 1969 году по роману французского писателя Андре Ле (фр. André Lay) «L’Oraison du plus fort».

## Сюжет
Небольшая группа бандитов грабит банк городка, расположенного на краю пустыни Нью-Мексико, и уезжает с мешочком необработанных алмазов. В бегстве  от полиции через пустыню все они погибают, кроме молодого бандита Кейна, который, прыгнув в реку, ускользает от  полицейских. Он прячет украденные алмазы в заброшенной шахте и сооружает ловушку для тех, кто попытается их забрать. Но истощение и нехватка воды берут своё, и Кейн теряет сознание. В таком состоянии его находит инженер Шамун и доставляет на осле на удалённое ранчо, где он живёт со своей спутницей Мей. Они охлаждают напитки в глубоком колодце и не имеют электричества, кроме как в их спальне, в которой, однако, есть телевизор. Шамун знает, что Кейн — единственный оставшийся в живых грабитель банка, и предлагает ему помощь в обмен на половину украденных алмазов, но Кэйн отвечает отказом. Начинается смертельно опасная игра между безжалостным убийцей-социопатом и парой, имеющей свою собственную историю. Ситуацию осложняют местный шериф, которому не терпится получить вознаграждение за поимку Кейна, и двое наёмных убийц, прибывших в поисках Шамуна из-за какого-то поступка, вынудившего скрываться его и Мей.

## Исполнители главных ролей
Режиссёр Жан-Пьер Десанья мало известен за пределами Франции: большая часть его довольно скромной фильмографии была снята для французского телевидения. Снял несколько художественных фильмов. 
Успеху «Незнакомцев» во многом способствовала прекрасная работа международного актёрского состава. Сента Бергер (Мей) — немецкая актриса кино и театра была суперзвездой 1960-х не только благодаря внешности, но также и незаурядному актёрскому таланту. Французский актёр русского происхождения Мишель Константен (Шамун), сыграл здесь в зените своей популярности в редкой для него главной роли. Испанский актёр Хулиан Матеос (Кейн) известен кинолюбителям по фильму режиссёра Жюля Дассена «Лето, половина одиннадцатого» (англ. 10:30 P.M. Summer, 1966) в роли убийцы, которого прячет героиня Мелины Меркури, и вестернам: «Возвращение семёрки» (1966) и «Шалако» (1968. Ганс Мейер (шериф) — французский актёр родом из Южной Африки, немец по происхождению; он дебютировал у Жан-Люка Годара в «Безумном Пьеро» (1965) и участвовал в фильмах «Большая прогулка» (1966) и «Искатели приключений» (1967).

## Участие в фестивалях
- 1999: участие в конкурсе Кинофестиваля в Локарно (итал. Festival del film Locarno)[1].

## В ролях
- Мишель Константен: Шамун
- Сента Бергер: Мей
- Хулиан Матеос: Кейн
- Ганс Мейер: шериф Блейд

## Съёмочная группа
- Режиссёр: Жан-Пьер Десанья
- Сценарий : Жан-Пьер Десанья и Паскаль Жарден, по роману Андре Ле «L’Oraison du plus fort» (Fleuve Noir, 1967)
- Диалоги : Паскаль Жарден
- Продюсер : Люгги Вальдлайтнер
- Оператор-постановщик : Марсель Гриньо
- Звукорежиссёр : Рене-Кристиан Форге
- Композитор : Франсуа де Рубэ, Мишель Мань